# عضو مجلس النواب الأردني
النائب الأردني هو هو الممثل المنتخب من قبل الشعب لعضوية مجلس النواب (الغرفة السفلى في مجلس الأمة الأردني). يبلغ عدد أعضاء مجلس النواب 130 عضوًا وفق الدستور والقوانين النافذة، ويتم انتخابهم انتخابًا عامًا مباشرًا وسريًا لفترة نيابية مدتها أربع سنوات. يشكّل مجلس النواب مع مجلس الأعيان الهيئة التشريعية في الأردن بموجب الدستور. ويُعتبر عضو مجلس النواب ممثّلًا للمواطنين أمام السلطة التنفيذية وصوتًا لهم في نقل مطالبهم وهمومهم للحكومة، فهو حلقة الوصل بين الشعب والحكومة، بالإضافة إلى اضطلاعه بوظيفتين أساسيتين هما التشريع والرقابة على أداء الحكومة.

## النظام الانتخابي
يُنتخب أعضاء مجلس النواب عن طريق نظام التمثيل النسبي بالقائمة المفتوحة على مستوى الدوائر الانتخابية. قُسّمت المملكة إلى 23 دائرة انتخابية يخصص لكل منها عدد من المقاعد (يتراوح بين 3 و9 مقاعد لكل دائرة) يتم التنافس عليها عبر قوائم مرشحين. يقوم الناخب بالإدلاء بصوته لقائمةٍ معيّنة في دائرته، ويُسمح له ضمن تلك القائمة باختيار مرشح أو أكثر (تصويت مفتوح) وفق ما يحدده قانون الانتخاب، بحيث تُوزَّع المقاعد بين القوائم نسبيًا حسب نسبة الأصوات التي حصلت عليها في الدائرة.
يعتمد القانون نظام الكوتا لضمان تمثيل فئات معينة: فهناك 15 مقعدًا مخصصًا للنساء يتم منحها للمرشحات اللواتي حققن أعلى الأصوات على مستوى كل محافظة (من المحافظات الاثنتي عشرة) بالإضافة إلى ثلاث دوائر البادية، ممن لم يفزن مباشرة عبر التنافس ضمن قوائمهن. كما خُصّصت مقاعد للأقليات الدينية والعرقية ضمن نظام التمثيل النسبي؛ حيث تشمل المقاعد المخصصة للمجتمعات الأقلية ما يلي: مقاعد للمسيحيين و3 مقاعد للشركس والشيشان موزعة على بعض الدوائر، لا يتنافس عليها إلا مرشحون من تلك الأقليات. وبذلك يتكوّن مجلس النواب الحالي من 130 مقعدًا إجمالًا بموجب قانون الانتخاب لسنة 2016 (المعدل في 2022) الذي أرسى هذه الآلية. وقد أنهى هذا القانون العمل بنظام “الصوت الواحد” السابق، ونقل الأردن إلى نظام القوائم النسبية المفتوحة لتحقيق تمثيل أوسع للمجموعات السياسية والاجتماعية.

## الانتخابات
تُجرى الانتخابات النيابية عادةً كل أربع سنوات وفقًا للدستور، حيث تمتد مدة مجلس النواب أربع سنوات شمسية من تاريخ إعلان نتائج الانتخابات في الجريدة الرسمية. يجري الاقتراع بطريقة الاقتراع العام والسري والمباشر، ويشارك فيه المواطنون الأردنيون ممن يحق لهم التصويت لانتخاب نوابهم عن دوائرهم. تتولى الهيئة المستقلة للانتخاب الإشراف على تنظيم العملية الانتخابية وإدارتها لضمان نزاهتها وشفافيتها، وهي هيئة أُنشئت بموجب تعديل دستوري وقانون خاص لتكون جهة محايدة تشرف على الانتخابات النيابية والبلدية وغيرها. يكفل القانون ومواد الدستور المتعلقة بالانتخابات جملة من المعايير والضمانات لنزاهة العملية الانتخابية، من أبرزها حق المرشحين في مراقبة مجريات الاقتراع والفرز، ومعاقبة أي عبث بإرادة الناخبين، وضمان سلامة العملية الانتخابية في جميع مراحلها. كما يخضع الطعن في نتائج الانتخابات واختيار صحة نيابة الأعضاء إلى القضاء؛ إذ يحق لأي ناخب في الدائرة الانتخابية الطعن أمام المحاكم في صحة فوز أي نائب ضمن دائرته خلال مدة محددة بعد إعلان النتائج، وتفصل المحاكم في هذه الطعون بصورة نهائية.
بحسب الدستور، إذا حلَّ الملك مجلس النواب قبل إكمال مدته الدستورية، يجب إجراء انتخابات مبكرة خلال مدة لا تتجاوز أربعة أشهر من تاريخ الحل، بحيث يجتمع المجلس الجديد في دورة غير عادية بعد الحل ضمن تلك المهلة. وإذا لم تتم الانتخابات خلال الأشهر الأربعة، يستعيد المجلس المنحل كامل سلطاته الدستورية تلقائيًا حتى انتخاب مجلس جديد. وفي الحالات الاعتيادية، تُجرى الانتخابات النيابية في الأشهر الأربعة الأخيرة من عمر المجلس القائم (قبل انتهاء مدته) لضمان الانتقال السلس في عمل السلطة التشريعية.

## الأهلية للترشُّح
حدّد الدستور الأردني والقوانين النافذة شروط الترشح لعضوية مجلس النواب لضمان تمتع المرشح بالأهلية القانونية والدستورية. يشترط في المرشح لعضوية مجلس النواب ما يلي:
- أن يكون أردني الجنسية منذ عشر سنوات على الأقل (أي مضى على تجنيسه أو حصوله على الجنسية الأردنية عشر سنوات).
- أن يكون قد أتمَّ ثلاثين سنة شمسية من عمره في يوم الاقتراع (أي بلغ 30 عامًا فما فوق).
- أن لا يكون محكومًا عليه بالإفلاس ولم يُرد إليه اعتباره قانونيًا.
- أن لا يكون محجورًا عليه (بقرار قضائي لعدم الأهليّة) أو رُفع الحجر عنه.
- أن لا يكون محكومًا عليه بالسجن لمدة تزيد على سنة واحدة بجريمة غير سياسية ولم يشمله عفو.
- أن لا يكون مجنونًا أو معتوهًا (فاقد الأهلية العقلية).
- أن لا يكون من أقارب الملك في الدرجة التي يحددها قانون خاص.
- أن لا يكون مرتبطًا بعقد مع الحكومة أو أي من المؤسسات الرسمية العامة أو الشركات التي تملكها الحكومة أو تسيطر عليها، سواء بصورة مباشرة أو غير مباشرة عند الترشح (ويُستثنى من ذلك عقود إيجار الأراضي والأملاك، وكذلك المساهمات في الشركات التي يزيد عدد أعضائها على عشرة أشخاص).

كما يوجب القانون على بعض فئات الموظفين والمسؤولين الراغبين بالترشح الاستقالة من مناصبهم قبل موعد الترشيح بمدة محددة حرصًا على تساوي الفرص وتجنب تعارض المصالح. فمثلًا يُلزم الوزراء وموظفو الدولة وأمين عمان ورؤساء البلديات وأعضاء مجالسها وغيرهم ممن حددهم القانون بتقديم استقالاتهم قبل موعد الانتخابات ب60 يومًا على الأقل إذا نووا الترشح للنيابة. ويُشترط أيضًا أن يكون المرشح مسجّلًا في أحد جداول الناخبين النهائية وأن يدفع رسم ترشح تحدده التعليمات التنفيذية (حاليًا 500 دينار أردني غير مسترد) عند تقديم طلب ترشحه.

## اللقب والمخاطبة الرسمية
يُطلق على عضو مجلس النواب في العرف السياسي الأردني لقب «نائب» (جمعه نواب)، وهو اللقب الرسمي لمن يشغل عضوية المجلس. يُخاطَب النائب بصيغة التشريف «سعادة» في السياقات الرسمية والإعلامية، تليها صفته واسمه. على سبيل المثال يُقال: «سعادة النائب فلان الفلاني» عند الحديث أو الكتابة عنه رسمياً. وهذه الصيغة التشريفية (سعادة) تُستخدم لكافة أعضاء مجلس الأمة (النواب والأعيان) بوصفهم من كبار المسؤولين الممثلين للشعب. أما عند الإشارة إليه في النصوص الدستورية والقانونية فيُكتفى بلقب «عضو مجلس النواب» أو «النائب» دون ألقاب إضافية.

## المسؤوليات والصلاحيات

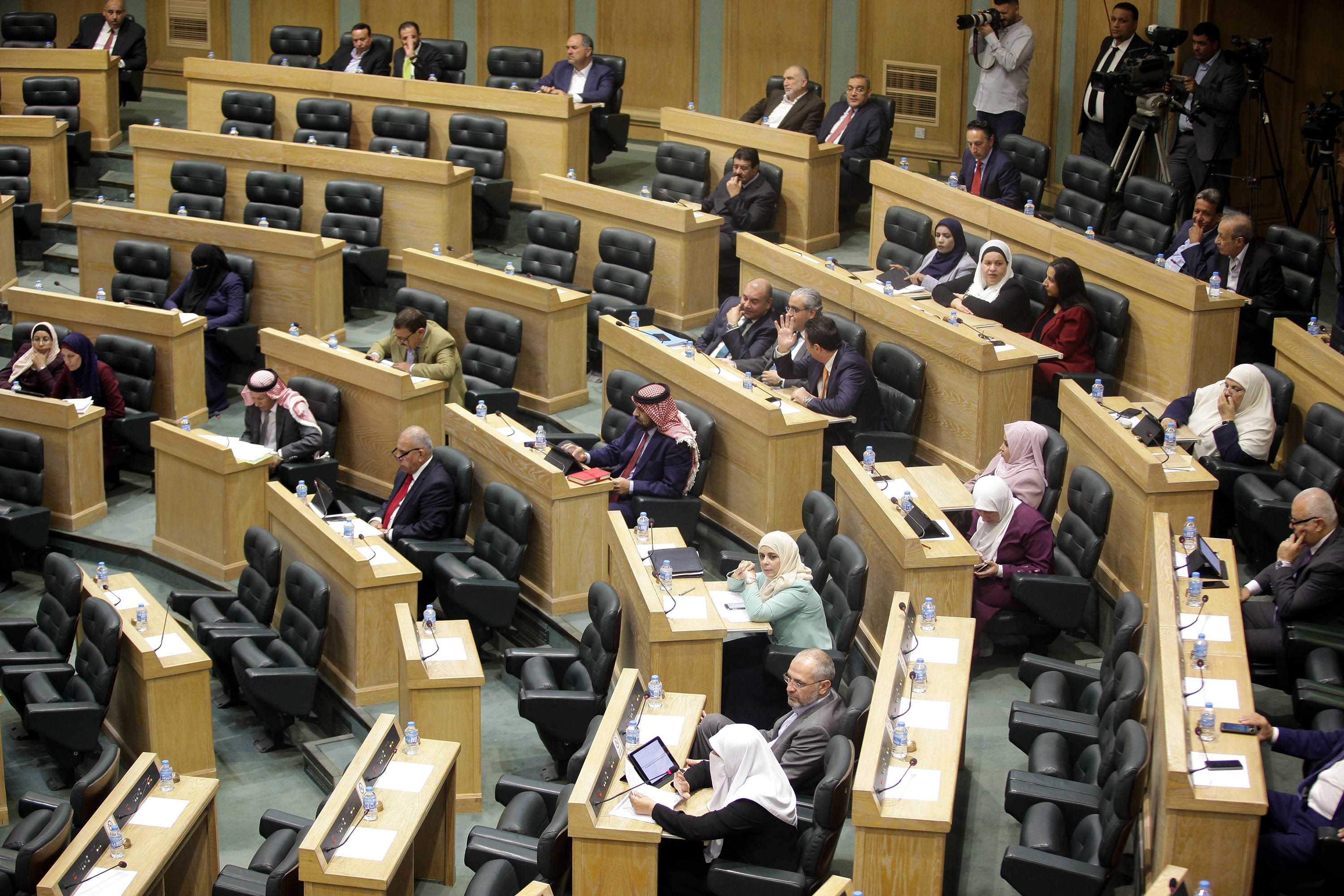
صورة لعدة نواب من داخل قبة البرلمان الأردنية.

يضطلع عضو مجلس النواب الأردني بعدة مسؤوليات أساسية بموجب الدستور والنظام الداخلي للمجلس، ويمكن تلخيصها فيما يلي:
- التشريع: يعتبر سنّ القوانين الوظيفة الأبرز للنائب ضمن مجلس النواب. يشارك النواب في مناقشة مشروعات القوانين المقدَّمة من الحكومة ودراستها وإقرارها أو تعديلها. تمر مشاريع القوانين بسلسلة إجراءات تشمل القراءات والمداولات في اللجان المختصة ثم التصويت النهائي تحت القبة. كما يحقّ لعشرة نواب فأكثر اقتراح مشروعات قوانين من جهتهم؛ وفي حال موافقة المجلس على اقتراح القانون يُحال إلى الحكومة لوضعه بصيغة مشروع قانون رسمي وتقديمه للمجلس في دورة قريبة. ويقوم المجلس بمناقشة كل مادة من مواد القانون المقترح والتصويت عليها بالتعديل أو الإقرار ثم يصوت على القانون ككل، وفي حالة إقراره يُرفع إلى مجلس الأعيان لاستكمال الإجراءات الدستورية. ضمن صلاحياته التشريعية أيضًا إقرار المعاهدات والاتفاقيات الدولية التي تتطلب موافقة البرلمان، والموافقة على إعلان الحرب وإنهاء حالة الطوارئ ضمن الشروط الدستورية، بالاشتراك مع مجلس الأعيان.
- إقرار الموازنة العامة: يختص مجلس النواب (بالشراكة مع مجلس الأعيان) بمناقشة وإقرار قانون الموازنة العامة السنوي الذي تقدمه الحكومة. يعرض مشروع قانون الموازنة على المجلس قبل بداية السنة المالية بشهر على الأقل، ويناقشه النواب تفصيلًا فصلًا فصلًا (بابًا بابًا) مع حقّهم في اقتراح تخفيض النفقات في بنود الموازنة بما يرونه ملائمًا للصالح العام. ولا يجوز للمجلس زيادة النفقات المقترحة من الحكومة أثناء مناقشة الموازنة، لكنه يستطيع طلب إعادة توزيع أو تخصيص مبالغ جديدة عبر قوانين مستقلة بعد إقرار الموازنة. وبعد مناقشات اللجنة المالية النيابية والجلسات العامة، يصوّت المجلس على مشروع قانون الموازنة وإذا أقرّه بالأغلبية يُحال إلى مجلس الأعيان ثم يصدر بقانون. يساهم النواب من خلال هذه العملية في تحديد أولويات الإنفاق العام والرقابة على مالية الدولة، إذ لا تُنفَق أموال الخزينة إلا بتشريع يوافق عليه مجلس الأمة.[2]
- الرقابة على الحكومة: إلى جانب التشريع، يشكّل دور الرقابة البرلمانية جوهر عمل النائب لضمان مساءلة السلطة التنفيذية. يمتلك أعضاء مجلس النواب مجموعة من الأدوات الرقابية المنصوص عليها في الدستور والنظام الداخلي للمجلس. من أبرز هذه الأدوات:
  - السؤال النيابي: يحق لأي نائب توجيه سؤال إلى رئيس الوزراء أو أي وزير للاستفسار عن قضية معينة أو للتحقق من معلومة تتعلق بعمل الحكومة. ويتعيّن على المسؤول المعني الرد على السؤال خلال مدة محددة (14 يومًا).
  - الاستجواب: هو مساءلة رسمية يوجهها النائب (أو مجموعة نواب) إلى وزير أو أكثر بشأن قضية ذات أهمية أو شبهة تقصير، ويتوجب على الوزير الإجابة خلال 21 يومًا. بعد مناقشة الاستجواب، يحق للمجلس أن يصوّت على طرح الثقة بالوزير المعني أو حتى الحكومة بأكملها إذا كان الاستجواب جوهريًا.
  - طلب المناقشة العامة: يستطيع عدد من النواب (15% من الأعضاء أو كتلة نيابية) التقدم بطلب مناقشة موضوع عام أو سياسة معينة بحضور الحكومة. تُجرى المناقشة العامة لتبادل الرأي بين المجلس والحكومة، وقد يترتب عليها توصيات أو حتى التصويت على الثقة بالحكومة إذا تبيّن تقصير جسيم.
  - مقترح برغبة: وهو قيام المجلس (أو أحد أعضائه بتصويت المجلس) بتوجيه طلب أو توصية للحكومة للقيام بإجراء ما أو تبني سياسة معينة في نطاق اختصاصها. هذا المقترح غير مُلزم قانونًا للحكومة لكنه يُعبّر عن إرادة ممثلي الشعب.
  - طرح الثقة بالحكومة: يملك مجلس النواب صلاحية حجب الثقة عن الحكومة أو أحد الوزراء. يتم ذلك إما بناءً على استجواب لم يقتنع المجلس بإجابته، أو عبر مذكرة يوقعها عشرة نواب فأكثر لطرح الثقة مباشرة. إذا صوّتت الأغلبية بعدم الثقة بالحكومة بأكملها يجب عليها الاستقالة دستورياً، وكذلك الأمر بالنسبة للوزير الفرد إذا حُجبت الثقة عنه. هذه الأداة تعتبر من أقوى وسائل المجلس في الرقابة على السلطة التنفيذية.
  - لجان التحقيق البرلمانية: لمجلس النواب حق تشكيل لجان تحقيق خاصة أو تكليف لجانه الدائمة للتحقق في أي قضية أو ملف ترى أغلبية الأعضاء أهميته. تقوم هذه اللجان بجمع المعلومات والاستماع للشهادات وتمحيص أداء الحكومة في الموضوع المثار، ثم ترفع تقريرًا بتوصيات إلى المجلس لاتخاذ ما يراه مناسبًا من إجراءات. هذه الآلية تعزز الدور الرقابي للمجلس في كشف أي تجاوزات أو خلل ومعالجته.
  - مساءلات أخرى: يساهم النواب أيضًا عبر جلسات الرقابة الدورية (المخصصة لما يستجد من أعمال) في توجيه الأسئلة والملاحظات المباشرة للحكومة حول قضايا آنية أو طارئة، حيث يُمنح كل نائب وقتًا لطرح قضية أو سؤال بشكل شفهي خلال الجلسات المخصصة لذلك.[3]
- تمثيل الشعب والتواصل معه: إضافةً إلى ما سبق، يقوم النائب بدور تمثيلي خدمي مهم، إذ ينقل هموم ناخبي دائرته ومطالبهم إلى قبة البرلمان والجهات الحكومية. يستقبل النواب شكاوى المواطنين واحتياجاتهم ويسعون لحلها من خلال التواصل مع مسؤولي الجهاز التنفيذي أو طرحها تحت القبة لمناقشتها. كما يُتوقع من النائب التواصل المستمر مع قواعده الانتخابية عبر الاجتماعات والزيارات الميدانية، وعكس تطلعاتهم في اقتراح التشريعات أو تعديلها. وبحكم موقعه كممثل للأمة، يشارك النائب أيضًا في الفعاليات الوطنية والاجتماعية في نطاق دائرته وفي عموم الوطن لتعزيز التواصل بين المجلس والمجتمع.
- مهام أخرى: يشارك أعضاء مجلس النواب في انتخاب رئيس المجلس وهيئة مكتبه ولجانه المختلفة، ويضطلعون بمهام داخل هذه اللجان وفق اختصاصاتها (تشريع، مالية، صحة، تعليم،...إلخ) لدراسة القوانين ومراقبة أداء الوزارات كلٌ في مجاله. للنائب حصانة برلمانية تحميه أثناء أداء عمله (لا يُحاسب جزائيًا أو مدنيًا بسبب آراء أو تصويت داخل المجلس)،[2] وذلك لضمان استقلاليته في الرقابة والتشريع. وعلى الصعيد الخارجي، قد يمثل بعض النواب المجلس في الزيارات والأنشطة الدولية واللقاءات البرلمانية الإقليمية والدولية، في إطار الدبلوماسية البرلمانية لتعزيز علاقات الأردن الخارجية والتعريف بمواقفه عبر البرلمانيين.

هذه المسؤوليات مجتمعة تجعل عضو مجلس النواب محور العملية التشريعية والرقابية في النظام السياسي الأردني، بوصفه مندوبًا عن الشعب وصاحب ولاية عامة في التشريع ومراقبة أداء الحكومة وإقرار السياسات التي تنعكس على حياة المواطنين. المصادر الرسمية – كالدستور الأردني والنظام الداخلي لمجلس النواب – ترسم الإطار القانوني لهذه الصلاحيات، فيما يبلورها النواب عمليًا من خلال مشاركتهم الفعالة تحت قبة البرلمان وفي لجانه المختلفة.